# Ка Моро-Дона (Ровиго)
Ка Моро-Дона је насеље у Италији у округу Ровиго, региону Венето.
Према процени из 2011. у насељу је живело 18 становника. Насеље се налази на надморској висини од 6 м.